# 山梨県幼稚園の廃園一覧
山梨県幼稚園の廃園一覧（やまなしけんようちえんのはいえんいちらん）は、山梨県内の廃園となった幼稚園の一覧。対象となるのは、学制改革（1947年）以降に廃園となった幼稚園、及び分園である。園名は廃園当時のもの。廃園時に幼稚園（分園）が所在していた自治体がその後、合併により消滅している場合は、現行の自治体に含む。その他、現在休園中の県内の幼稚園や分園も事実上廃園となっているものが多いため、参考として本項に記載する。
（）内は、廃園になった年（もしくは、休園の措置が取られた年）、統合先の幼稚園など。明確な月日が記載されていないものは、3月31日付の廃園とする。

## 甲府市
- 穴切幼稚園[1]（休園開始時期不詳）
- 富士川幼稚園[1]（休園開始時期不詳）
- 聖心幼稚園[1]（休園開始時期不詳）
- 山梨幼稚園[1]（休園開始時期不詳）
- 屋形幼稚園[1]（休園開始時期不詳）
- 池田幼稚園[1]（休園開始時期不詳）
- 永照寺幼稚園〈旧〉[2]（認定こども園永照寺幼稚園〈新〉へ移行、時期不詳）
- 甲府カトリック暁の星幼稚園（1986年）[3]
- 甲府市立羽黒幼稚園（2001年）[4]
- 甲府市立石田幼稚園（2001年）[4]
- 聖愛幼稚園〈旧〉（2014年認定こども園聖愛幼稚園〈新〉へ移行）[5]
- 山梨英和幼稚園（2015年山梨英和カートメルこども園へ移行）[6]
- 貢川幼稚園〈旧〉（2015年認定こども園貢川幼稚園〈新〉へ移行）[7]
- 甲府みなみ幼稚園〈旧〉（2015年認定こども園甲府みなみ幼稚園〈新〉へ移行）[8]
- 甲府大里幼稚園〈旧〉（2015年認定こども園甲府大里幼稚園〈新〉へ移行）[9]
- 甲府西幼稚園〈旧〉（2015年認定こども園甲府西幼稚園〈新〉へ移行）[10]
- 塩部幼稚園〈旧〉（2015年認定こども園塩部幼稚園〈新〉へ移行）[11]
- 進徳幼稚園〈旧〉（2015年幼保連携型認定こども園進徳幼稚園〈新〉へ移行）[12]
- 朝日幼稚園〈旧〉（2016年認定こども園朝日幼稚園〈新〉へ移行）[13]
- 青葉幼稚園（2016年[14]あおばこども園[15]へ移行）
- 貢川進徳幼稚園〈旧〉（2017年認定こども園貢川進徳幼稚園〈新〉へ移行）[16]
- 一蓮寺幼稚園（2018年）[17]
- 相生幼稚園〈旧〉（2020年認定こども園相生幼稚園〈新〉へ移行）[18]

## 富士吉田市
- 福昌寺幼稚園（2018年1月9日）[1]
- 新倉幼稚園〈旧〉（2020年幼稚園型認定こども園新倉幼稚園〈新〉へ移行）[19]
- 聖徳幼稚園〈旧〉（2021年幼稚園型認定こども園聖徳幼稚園〈新〉へ移行）[20]

## 都留市
- 青藍幼稚園〈旧〉（2015年幼稚園型認定こども園青藍幼稚園〈新〉へ移行）[21]
- ひまわり幼稚園〈旧〉（2015年10月認定こども園ひまわり幼稚園〈新〉へ移行）[22]

## 山梨市
- くさかべ幼稚園〈旧〉（2015年認定こども園くさかべ幼稚園〈新〉へ移行）[23]

## 大月市
- 大月幼稚園（2021年）[1]
- 猿橋幼稚園（2023年休園）[24]
- 鳥沢幼稚園（2023年とりさわ認定こども園へ移行）[24]

## 韮崎市
- 聖愛幼稚園（1950年韮崎英和幼稚園へ継承）[6]
- 韮崎英和幼稚園（2015年山梨英和ダグラスこども園へ移行）[6]

## 南アルプス市
- みだい幼稚園〈旧〉（2016年認定こども園みだい幼稚園〈新〉へ移行）[1]
- 小笠原幼稚園〈旧〉（2016年幼稚園型認定こども園小笠原幼稚園〈新〉へ移行）[25]
- バンビバイリンガル幼稚園（2024年バンビユニバーサルこども園へ移行）[26]

## 北杜市
- 帝京学園短期大学附属幼稚園（2020年）[27]

## 甲斐市
- かおり幼稚園〈旧〉（2015年幼保連携型認定こども園かおり幼稚園〈新〉へ移行）[28]
- 甲斐市立しきしま幼稚園（2016年）[29]
- 青葉幼稚園（2016年あおばこども園へ移行）[30]

## 笛吹市
- 石和英和幼稚園（2015年山梨英和プレストンこども園へ移行）[6]

## 上野原市
- 上野原市立大鶴幼稚園（2011年）[31]
- 上野原市立沢松幼稚園（2017年）[31]

## 甲州市
- 塩山カトリック幼稚園〈旧〉（2010年認定こども園塩山カトリック幼稚園〈新〉へ移行）[3]
- 勝沼めぐみ幼稚園（2015年）[32]

## 中央市
- みかさ幼稚園（2015年みかさ保育園と統合しみかさこども園へ）[33]
- わかば幼稚園〈旧〉（2015年認定こども園わかば幼稚園〈新〉へ移行）[34]

## 西八代郡
- 定林寺立正幼稚園（2014年）[1]
- 市川幼稚園〈旧〉（2015年認定こども園市川幼稚園〈新〉へ移行）[35]
- 市川南幼稚園〈旧〉（2018年認定こども園市川南幼稚園〈新〉へ移行）[36]

## 南巨摩郡
- 身延幼稚園[1]（休園開始時期不詳）
- 立正幼稚園[1]（休園開始時期不詳）